# Neobatrachus fulvus
Espèce
Statut de conservation UICN

 LC  : Préoccupation mineure
Neobatrachus fulvus est une espèce d'amphibiens de la famille des Limnodynastidae.

## Répartition
Cette espèce est endémique d'Australie-Occidentale. Elle se rencontre jusqu'à 150 m d'altitude du comté de la baie Shark à North West Cape,.

## Étymologie
Le nom spécifique fulvus vient du latin fulvus, jaune rougeâtre ou fauve, en référence à la couleur de cette espèce.

## Publication originale
- Mahony & Roberts, 1986 : Two new species of desert burrowing frogs of the genus Neobatrachus (Anura: Myobatrachidae) from Western Australia. Records of the Western Australian Museum, vol. 13, p. 155-170 (texte intégral).